# 李继平
李继平（1956年2月—2023年8月24日），男，汉族，江苏南京人，中华人民共和国政治人物，曾任国有重点大型企业监事会主席，第十届全国人大代表。